# 佛罗里达街

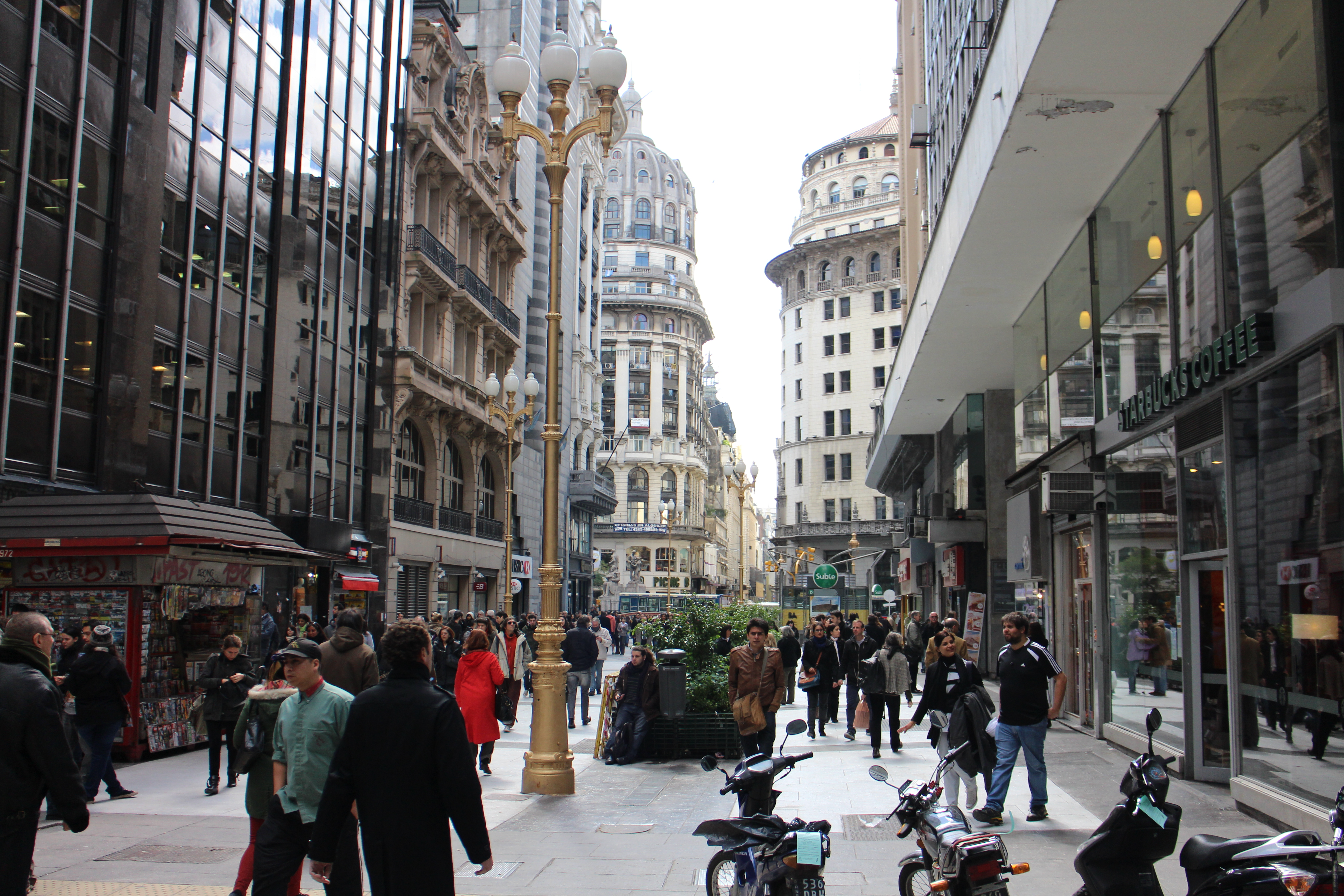
佛罗里达街

佛罗里达街（西班牙語：Calle Florida）是阿根廷布宜诺斯艾利斯市中心的一条熱門的购物街。自1971年辟为步行街。
步行段从秘鲁街和五月大道的交叉口开始，即五月广场以北一个街区；秘鲁街穿过里瓦达维亚大道，成为佛罗里达街。佛罗里达街向北约一公里到雷蒂罗区的圣马丁广场。它与布宜诺斯艾利斯另一条步行街拉瓦莱街，相交于前电影院区的中心。
佛罗里达街是布宜诺斯艾利斯主要的旅游景点之一。由于靠近金融区，到处都是购物者、小贩和上班族。到了晚上，节奏放松，街头艺人涌入该地区，包括探戈歌手和舞者，活雕像和喜剧表演。外国游客和商务旅行者，对它的各种零售店、购物商场和餐厅，非常感兴趣。

## 分段

### 里瓦达维亚大道到佩隆街
佛罗里达街的南端开始于里瓦达维亚大道。